# Nekrolog 4. Quartal 1980
Nekrolog
◄◄
| ◄
| 1976
| 1977
| 1978
| 1979
| 1980 | 1981 | 1982 | 1983 | 1984 | ► | ►►
1. Quartal |
2. Quartal |
3. Quartal |
4. Quartal 1980
Weitere Ereignisse | Allgemeiner Nekrolog 1980
Die Beschreibung der verstorbenen Person sollte so kurz wie möglich gehalten sein und nur deren signifikante Tätigkeit(en) enthalten.
Neue Namen ggf. auch unter dem Geburts- und Sterbedatum, also etwa unter 1. Januar und im Geburts- und Sterbejahr (2024) eintragen (nur bei entsprechender großer Wichtigkeit). Für Beispiele siehe die schon vorhandenen Artikel.
Außerdem über die fünf zuletzt Verstorbenen, zu denen es einen ausreichend guten Artikel für eine Präsentation auf der Hauptseite gibt, nach der todesbedingten Überarbeitung der Artikel ggf. auch unter Wikipedia Diskussion:Hauptseite informieren und sie am besten auch in den anderen Wikipedia-Sprachversionen eintragen. Tipp: Regelmäßig bei news.google.de nach „ist tot“, „gestorben“ oder „verstorben“ suchen.
Wenn eine Person gestorben ist, gibt es viele Seiten zu dieser Person in der Wikipedia, die davon auch betroffen sind und entsprechend aktualisiert werden müssen. Beispiele: Namenübersichtsseite, Geburtsjahr, Geburtsort-Seiten und viele mehr.
Wie finde ich die betroffenen Seiten?
Im Suchfeld auf der linken Seite gibt man den Suchbegriff so ein: „Vorname Nachname“. Dann klickt man auf Volltext und alle Seiten mit entsprechendem Suchtext werden aufgerufen. Hier sieht man dann schnell, wo auch das Todesjahr Sinn macht oder sogar ein Teil des Artikels angepasst werden muss. Auch hilft das „Werkzeug“ auf der linken Seite sehr gut, um solche Seiten aufzufinden: „Links auf diese Seite“. Somit ist die Wikipedia wieder aktuell in allen Bereichen! Hinweis: bei Eintragung der Kategorie „Gestorben JAHR“ wird der Missbrauchsfilter 49 ausgelöst, was jedoch nicht schlimm ist. Siehe: Spezial:Missbrauchsfilter/49
Dies ist eine Liste von im vierten Quartal 1980 verstorbenen bekannten Persönlichkeiten. Die Einträge erfolgen innerhalb der einzelnen Daten alphabetisch sortiert. Tiere sind im Nekrolog für Tiere zu finden.

## Oktober
| Tag         | Name                                     | Beruf, bekannt als                                                                                           | Alter | Beleg |
| ----------- | ---------------------------------------- | --- | ----- | ----- |
| 1. Oktober  | István Angyal                            | ungarischer Schwimmer                                                                                        | 65    |       |
| 1. Oktober  | Patrick Eugene Haggerty                  | US-amerikanischer Manager, Vorstandsvorsitzender von Texas Instruments (1958–1976)                           | 66    |       |
| 1. Oktober  | Pedro Suinaga                            | mexikanischer Fußballspieler                                                                                 | 73    |       |
| 1. Oktober  | Gerhard Weißenberg                       | österreichischer Jurist und Politiker                                                                        | 60    |       |
| 2. Oktober  | Louis Daquin                             | französischer Filmregisseur und Drehbuchautor                                                                | 72    |       |
| 2. Oktober  | John Lionel Kotalawela                   | sri-lankischer Politiker und Militär                                                                         | 85    |       |
| 2. Oktober  | Rudolf Murgott                           | deutscher Politiker (SED) und Außenhandelsfunktionär                                                         | 58    |       |
| 2. Oktober  | Lina Pagliughi                           | US-amerikanisch-italienische Opernsängerin                                                                   | 73    |       |
| 2. Oktober  | Walentin Warlamow                        | sowjetischer Raumfahreranwärter, Mitglied der ersten Kosmonautengruppe der Sowjetunion                       | 46    |       |
| 3. Oktober  | Friedrich Karm                           | estnischer Fußballspieler                                                                                    | 73    |       |
| 3. Oktober  | Flemmie Kittrell                         | US-amerikanische Ernährungswissenschaftlerin und Hochschullehrerin                                           | 75    |       |
| 3. Oktober  | María Teresa Mora                        | kubanische Schachspielerin                                                                                   | 77    |       |
| 3. Oktober  | Albéric O’Kelly de Galway                | belgischer Schachmeister und 3. Fernschachweltmeister                                                        | 69    |       |
| 3. Oktober  | Freddie Roach                            | US-amerikanischer Soul-Jazz-Organist (Hammond B3)                                                            | 49    |       |
| 3. Oktober  | Armand Swartenbroeks                     | belgischer Fußballspieler, Arzt und Politiker                                                                | 88    |       |
| 3. Oktober  | Melvin E. Thompson                       | US-amerikanischer Politiker und Gouverneur von Georgia                                                       | 77    |       |
| 3. Oktober  | Gustav Wagner                            | österreichischer Kriegsverbrecher                                                                            | 69    |       |
| 3. Oktober  | Paula Westendorf                         | deutsche Politikerin (SPD), MdHB                                                                             | 86    |       |
| 4. Oktober  | Eugène Aisberg                           | russisch-französischer Wissenschaftsjournalist                                                               | 75    |       |
| 04. Oktober | Kenneth Churchill                        | US-amerikanischer Leichtathlet                                                                               | 69    |       |
| 4. Oktober  | Ernst Ehlers                             | deutscher SS-Obersturmbannführer                                                                             | 70    |       |
| 4. Oktober  | Charles Eisenmann                        | französischer Rechtswissenschaftler                                                                          | 77    |       |
| 4. Oktober  | Georg Gartmayr                           | deutscher Generalmajor des Heeres der Bundeswehr                                                             | 73    |       |
| 4. Oktober  | Sihugo Green                             | US-amerikanischer Basketballspieler                                                                          | 47    |       |
| 4. Oktober  | Pjotr Mascherow                          | weißrussischer Politiker, Vorsitzender des Zentralkomitees der Kommunistischen Partei der Weißrussischen SSR | 62    |       |
| 4. Oktober  | Harry Schmidt                            | deutscher Chemiker                                                                                           | 83    |       |
| 4. Oktober  | Ekkehard Schütze                         | deutscher Chirurg                                                                                            | 72    |       |
| 4. Oktober  | László Szollás                           | ungarischer Eiskunstläufer                                                                                   | 72    |       |
| 4. Oktober  | Salah El Dine Tarazi                     | syrischer Jurist und Richter am Internationalen Gerichtshof                                                  | 62    |       |
| 5. Oktober  | Wilhelm Birnbaum                         | deutscher Politiker (SPD), MdA                                                                               | 85    |       |
| 5. Oktober  | Ferdinand Eickel                         | deutscher NSDAP-Funktionär, Landrat des Kreises Büren (1936–1945)                                            | 82    |       |
| 5. Oktober  | Albert Schöpf                            | österreichischer Politiker, Abgeordneter zum Nationalrat, Mitglied des Bundesrates                           | 74    |       |
| 6. Oktober  | Hattie Jacques                           | britische Schauspielerin                                                                                     | 58    |       |
| 06. Oktober | Ferenc Pelvássy                          | ungarischer Radrennfahrer                                                                                    | 69    |       |
| 6. Oktober  | Jean Robic                               | französischer Radrennfahrer                                                                                  | 59    |       |
| 6. Oktober  | Felix Slavik                             | österreichischer Politiker, Abgeordneter zum Nationalrat, Mitglied des Bundesrates                           | 68    |       |
| 6. Oktober  | Takenokoshi Shigemaru                    | japanischer Fußballspieler und -trainer                                                                      | 74    |       |
| 7. Oktober  | Ernst Alm                                | schwedischer Skilangläufer                                                                                   | 80    |       |
| 7. Oktober  | Edric Bastyan                            | britischer Offizier und Gouverneur australischer Bundesstaaten                                               | 77    |       |
| 7. Oktober  | Zigmas Jukna                             | sowjetischer Ruderer                                                                                         | 45    |       |
| 7. Oktober  | Mustafa Pehlivanoğlu                     | türkischer Rechtsextremist und Hinrichtungsopfer                                                             | 22    |       |
| 7. Oktober  | Anton Pucher                             | österreichischer Kameramann                                                                                  | 80    |       |
| 7. Oktober  | Dorothea Thiess                          | deutsche Schauspielerin                                                                                      | 82    |       |
| 8. Oktober  | Archibald Gardner Dunn                   | südafrikanischer Botschafter                                                                                 | 61    |       |
| 8. Oktober  | Maria Holst                              | österreichische Theater- und Filmschauspielerin                                                              | 63    |       |
| 8. Oktober  | Pearl Kendrick                           | US-amerikanische Bakteriologin                                                                               | 90    |       |
| 8. Oktober  | Stanisław Kirpsza                        | polnischer Radrennfahrer                                                                                     | 25    |       |
| 8. Oktober  | Walter Ködderitz                         | deutscher lutherischer Theologe                                                                              | 82    |       |
| 8. Oktober  | Maurice Martenot                         | französischer Musiker und Erfinder                                                                           | 81    |       |
| 8. Oktober  | Roland Schnell                           | deutscher Motorradrennfahrer                                                                                 |       |       |
| 8. Oktober  | Donald Scott                             | US-amerikanischer Mittelstreckenläufer und Moderner Fünfkämpfer                                              | 85    |       |
| 9. Oktober  | Julija Awerkijewa                        | sowjetische Ethnologin                                                                                       | 73    |       |
| 9. Oktober  | Otto Dahlem                              | deutscher Politiker (NSDAP), MdR, MdL und SA-Führer                                                          | 89    |       |
| 9. Oktober  | Theophil Henry Hildebrandt               | US-amerikanischer Mathematiker                                                                               | 92    |       |
| 9. Oktober  | Carl Kuhn                                | deutscher Maler und Bildhauer                                                                                | 80    |       |
| 9. Oktober  | Alexandre Sanguinetti                    | französischer Politiker, Mitglied der Nationalversammlung und Minister                                       | 67    |       |
| 9. Oktober  | Fritz Günther von Tschirschky            | deutscher Diplomat und Politiker                                                                             | 80    |       |
| 9. Oktober  | Emily Hood Westacott                     | australische Tennisspielerin                                                                                 | 70    |       |
| 10. Oktober | Carlo Annovazzi                          | italienischer Fußballspieler                                                                                 | 55    |       |
| 10. Oktober | Evelyn Emmet, Baroness Emmet of Amberley | britische Politikerin (Conservative Party), Mitglied des House of Commons                                    | 81    |       |
| 10. Oktober | Billie Thomas                            | US-amerikanischer Kinderschauspieler                                                                         | 49    |       |
| 10. Oktober | Auguste Veuillet                         | französischer Autorennfahrer und Unternehmer                                                                 | 70    |       |
| 10. Oktober | Zhao Dan                                 | chinesischer Schauspieler                                                                                    | 65    |       |
| 11. Oktober | Stephen W. Kuffler                       | ungarisch-amerikanischer Neurobiologe                                                                        | 67    |       |
| 11. Oktober | Iwan Mateew Stefanow                     | bulgarischer Wirtschaftswissenschaftler                                                                      | 81    |       |
| 11. Oktober | Albert Vandel                            | französischer Zoologe                                                                                        | 83    |       |
| 12. Oktober | Alberto Demicheli                        | uruguayischer Rechtsanwalt und Politiker                                                                     | 84    |       |
| 12. Oktober | Heinrich Knappe                          | deutscher Musikpädagoge und Dirigent                                                                         | 93    |       |
| 13. Oktober | Walter Großmann                          | deutscher Geodät, Leiter des Geodätischen Instituts der Universität Hannover (1947–1968)                     | 83    |       |
| 13. Oktober | Hans Martens                             | deutscher Fußballtorhüter                                                                                    | 84    |       |
| 13. Oktober | Gabby Pahinui                            | hawaiischer Steel- und Slack-key-Gitarrist                                                                   | 59    |       |
| 13. Oktober | Richard Wenzel                           | deutscher Politiker (KPD/SED) und antifaschistischer Widerstandskämpfer                                      | 75    |       |
| 14. Oktober | Oscar Alemán                             | argentinischer Jazzmusiker                                                                                   | 71    |       |
| 14. Oktober | Gustav Friedrich                         | deutscher Politiker, MdL                                                                                     | 65    |       |
| 14. Oktober | Vinzenz Gnann                            | württembergischer Landrat                                                                                    | 91    |       |
| 14. Oktober | Louis Guilloux                           | französischer Schriftsteller                                                                                 | 81    |       |
| 14. Oktober | Gerhard Krampe                           | deutscher Politiker, MdL                                                                                     | 89    |       |
| 14. Oktober | Mary O’Hara                              | amerikanische Autorin und Komponistin                                                                        | 95    |       |
| 14. Oktober | Francesco Pricolo                        | italienischer Luftwaffenoffizier                                                                             | 89    |       |
| 14. Oktober | Jürgen Schmidt                           | deutscher Mathematiker                                                                                       | 62    |       |
| 14. Oktober | Walter Georg Waffenschmidt               | deutscher Volkswirt und Wirtschaftswissenschaftler                                                           | 93    |       |
| 15. Oktober | Lawrence Baker                           | US-amerikanischer Tennisspieler                                                                              | 90    |       |
| 15. Oktober | Curt Blachnitzky                         | deutscher Filmregisseur, Schauspieler und Drehbuchautor                                                      | 83    |       |
| 15. Oktober | Ladislas Faragó                          | ungarischer Autor und Privatgelehrter                                                                        | 74    |       |
| 15. Oktober | Rupert Gießler                           | deutscher Journalist, Publizist und NS-Opfer                                                                 | 84    |       |
| 15. Oktober | Michail Lawrentjew                       | russischer Mathematiker und Physiker                                                                         | 79    |       |
| 15. Oktober | Liesl Löwinger                           | österreichische Volksschauspielerin und Komödiantin                                                          | 62    |       |
| 15. Oktober | Alexander Mach                           | slowakischer Politiker und Journalist                                                                        | 78    |       |
| 15. Oktober | Apostolos Nikolaidis                     | griechischer Sportler und Sportfunktionär                                                                    | 84    |       |
| 16. Oktober | Isabel Coursier                          | kanadische Skisportlerin                                                                                     | 74    |       |
| 16. Oktober | Prokop Drtina                            | tschechischer Politiker                                                                                      | 80    |       |
| 16. Oktober | H. R. Hays                               | US-amerikanischer Dramatiker, Romanautor, Lyriker und Übersetzer                                             | 76    |       |
| 16. Oktober | Paul Hofmann                             | deutscher NSDAP-Gauleiter                                                                                    | 79    |       |
| 16. Oktober | Luigi Longo                              | italienischer Politiker und Generalsekretär der PCI (1964–1972)                                              | 80    |       |
| 16. Oktober | Carl Romme                               | niederländischer Politiker (RKSP, KVP), Rechtswissenschaftler und Journalist                                 | 83    |       |
| 16. Oktober | Willy Schäfer                            | Schweizer Handballspieler                                                                                    | 67    |       |
| 17. Oktober | Karl Brückel                             | deutscher Schauspieler, Theaterregisseur, Sänger, Synchron- und Hörspielsprecher                             | 99    |       |
| 17. Oktober | Sam Flint                                | US-amerikanischer Schauspieler                                                                               | 97    |       |
| 17. Oktober | Georg Goubau                             | deutscher Physiker                                                                                           | 73    |       |
| 17. Oktober | Hans Hovgaard Jakobsen                   | dänischer Turner                                                                                             | 85    |       |
| 17. Oktober | Harold Emery Moore                       | US-amerikanischer Botaniker                                                                                  | 63    |       |
| 17. Oktober | Richard Gavin Reid                       | kanadischer Politiker                                                                                        | 101   |       |
| 17. Oktober | Reinhold Schmid                          | österreichischer Chorleiter, Komponist und Pädagoge                                                          | 77    |       |
| 18. Oktober | Hans Ehard                               | deutscher Jurist und Politiker                                                                               | 92    |       |
| 18. Oktober | Hans Ferdinand Mayer                     | deutscher Physiker und Mathematiker                                                                          | 84    |       |
| 18. Oktober | Franz Schkopik                           | deutscher Politfunktionär (KPTSch/SED), Leiter von Bezirksverwaltungen des MfS                               | 80    |       |
| 18. Oktober | Andreas Willmsen                         | deutscher Politiker (DP), MdL                                                                                | 81    |       |
| 18. Oktober | Fritz Wuessing                           | deutscher Historiker, Pädagoge und Schulreformer                                                             | 92    |       |
| 19. Oktober | Karl Christian Behrens                   | deutscher Wirtschaftswissenschaftler                                                                         | 73    |       |
| 19. Oktober | Raúl Lavista                             | mexikanischer Komponist und Dirigent                                                                         | 66    |       |
| 19. Oktober | Juan José Bernal Ortiz                   | venezolanischer Geistlicher, Bischof und Erzbischof                                                          | 73    |       |
| 19. Oktober | Georg Rasch                              | dänischer Statistiker                                                                                        | 79    |       |
| 19. Oktober | Albert Emil Rüthy                        | Schweizer christkatholischer Geistlicher und Professor an der Universität Bern                               | 79    |       |
| 19. Oktober | Gerhard Graf von Schwerin                | deutscher Offizier, zuletzt General der Panzertruppe im Zweiten Weltkrieg                                    | 81    |       |
| 20. Oktober | Arthur Beer                              | österreich-ungarischer-tschechoslowakisch-britischer Astronom und Astrophysiker                              | 80    |       |
| 20. Oktober | Tino Buazzelli                           | italienischer Schauspieler                                                                                   | 58    |       |
| 20. Oktober | Wilhelm Felgentraeger                    | deutscher Rechtswissenschaftler, Präsident des Deutschen Hochschulverbandes                                  | 81    |       |
| 20. Oktober | Wilhelm Hausmann                         | deutscher Maler, Bildhauer und Mosaist                                                                       | 74    |       |
| 20. Oktober | Phoebe Holcroft Watson                   | britische Tennisspielerin                                                                                    | 82    |       |
| 20. Oktober | Lore Kegel                               | deutsche Sammlerin afrikanischer Kunst                                                                       | 79    |       |
| 20. Oktober | Robert C. Macon                          | US-amerikanischer Offizier, Generalmajor der US-Army                                                         | 90    |       |
| 20. Oktober | Wolfram Müllerburg                       | deutscher Politiker, MdA                                                                                     | 73    |       |
| 20. Oktober | Stefán Jóhann Stefánsson                 | isländischer Politiker                                                                                       | 86    |       |
| 20. Oktober | John P. Taylor                           | britischer Schwimmer und Wasserballspieler                                                                   | 76    |       |
| 20. Oktober | Robert Whittaker                         | US-amerikanischer Botaniker, Klimatologe und Universitätsprofessor                                           | 59    |       |
| 21. Oktober | Hans Asperger                            | österreichischer Kinderarzt                                                                                  | 74    |       |
| 21. Oktober | Herbert Dimmel                           | österreichischer Kunstpädagoge, Maler und Grafiker                                                           | 86    |       |
| 21. Oktober | Michail Korostowzew                      | russischer Ägyptologe                                                                                        | 80    |       |
| 21. Oktober | Jessie Marmorston                        | russisch-amerikanische Medizinerin und Hochschullehrerin                                                     | 77    |       |
| 21. Oktober | Walko Tscherwenkow                       | bulgarischer Politiker, KP-Generalsekretär und Ministerpräsident                                             | 80    |       |
| 22. Oktober | Sammy Angott                             | US-amerikanischer Boxer                                                                                      | 65    |       |
| 22. Oktober | Erwin Bennewitz                          | deutscher Kommunalpolitiker (SPD)                                                                            | 78    |       |
| 22. Oktober | Paula Hollenweger                        | deutsche Bäuerin und Heimatdichterin                                                                         | 80    |       |
| 23. Oktober | Christian Clavadetscher                  | Schweizer Politiker                                                                                          | 83    |       |
| 23. Oktober | Rudolf Donnerhack                        | deutscher Maler, Heimatforscher und Museumsdirektor                                                          | 77    |       |
| 23. Oktober | François Henri                           | französischer Radrennfahrer                                                                                  | 77    |       |
| 23. Oktober | Gustav Krukenberg                        | deutscher Beamter und General der Waffen-SS                                                                  | 92    |       |
| 23. Oktober | José Muguerza                            | spanischer Fußballspieler                                                                                    | 69    |       |
| 23. Oktober | Georg Paul                               | deutscher Maler und Grafiker                                                                                 | 78    |       |
| 23. Oktober | Dayton E. Phillips                       | US-amerikanischer Politiker                                                                                  | 70    |       |
| 23. Oktober | Mariano Suárez                           | ecuadorianischer Anwalt und Politiker                                                                        | 83    |       |
| 23. Oktober | Auguste Trémont                          | luxemburgischer Bildhauer und Maler                                                                          | 87    |       |
| 24. Oktober | Arthur Allman Bullock                    | englischer Botaniker                                                                                         | 74    |       |
| 24. Oktober | Wilhelm Küstner                          | deutscher Hals-Nasen-Ohren-Arzt                                                                              | 80    |       |
| 24. Oktober | Loes van Overeem                         | niederländische Rotkreuzmitarbeiterin                                                                        | 72    |       |
| 24. Oktober | Alexander M. Poniatoff                   | russisch-US-amerikanischer Elektrotechniker                                                                  | 88    |       |
| 24. Oktober | Jean Rilliet                             | Schweizer evangelischer Geistlicher und Hochschullehrer                                                      | 72    |       |
| 24. Oktober | Clemens Scheitz                          | deutscher Musiker und Schauspieler                                                                           | 81    |       |
| 24. Oktober | César Tiempo                             | argentinischer Journalist, Schauspieler und Schriftsteller                                                   | 74    |       |
| 25. Oktober | Virgil Fox                               | US-amerikanischer Organist                                                                                   | 68    |       |
| 25. Oktober | Víctor Galíndez                          | argentinischer Boxer                                                                                         | 31    |       |
| 25. Oktober | Philipp von Hessen                       | deutscher Adliger und Politiker (NSDAP), Sohn von Prinz Friedrich Karl von Hessen-Rumpenheim                 | 83    |       |
| 25. Oktober | Martin Lerche                            | deutscher Lebensmittelhygieniker und Veterinärmediziner                                                      | 88    |       |
| 25. Oktober | Karl Reitz                               | hessischer Politiker                                                                                         | 93    |       |
| 25. Oktober | Herb Stein                               | US-amerikanischer American-Football-Spieler und -Trainer, Baseballspieler                                    | 82    |       |
| 26. Oktober | Marcelo Caetano                          | portugiesischer Diktator                                                                                     | 74    |       |
| 26. Oktober | Bjørn Fongaard                           | norwegischer Komponist, Gitarrist und Musikpädagoge                                                          | 61    |       |
| 27. Oktober | Günther Becker                           | deutscher Zoologe, Entomologe und Holzforscher                                                               | 67    |       |
| 27. Oktober | Miles Bellville                          | britischer Segler                                                                                            | 71    |       |
| 27. Oktober | Björn Kugelberg                          | schwedischer Leichtathlet                                                                                    | 75    |       |
| 27. Oktober | Julia LaMarsh                            | kanadische Autorin und Politikerin                                                                           | 55    |       |
| 27. Oktober | Bernd Matthias                           | US-amerikanischer Physiker                                                                                   | 62    |       |
| 27. Oktober | Ivor Munro                               | australischer Radrennfahrer                                                                                  | 92    |       |
| 27. Oktober | José Rodrigues Miguéis                   | portugiesischer Schriftsteller                                                                               | 78    |       |
| 27. Oktober | Paolo Savino                             | italienischer Geistlicher, Weihbischof in Neapel                                                             | 86    |       |
| 27. Oktober | Steve Peregrin Took                      | britischer Rockmusiker, Bandleader und Songwriter                                                            | 31    |       |
| 27. Oktober | John Hasbrouck Van Vleck                 | US-amerikanischer Physiker                                                                                   | 81    |       |
| 28. Oktober | Ernst-Walter Beer                        | deutscher Politiker (DBD), MdL, MdV, Landesvorsitzender der DBD und Minister in Mecklenburg                  | 69    |       |
| 28. Oktober | Alberto Oreamuno Flores                  | costa-ricanischer Politiker                                                                                  | 75    |       |
| 28. Oktober | Benvenuto Terzi                          | italienischer Komponist und Konzertgitarrist                                                                 | 88    |       |
| 29. Oktober | Ġorġ Borg Olivier                        | maltesischer Premierminister                                                                                 | 69    |       |
| 29. Oktober | Esti Freud                               | österreichisch-US-amerikanische Logopädin                                                                    | 84    |       |
| 29. Oktober | Manfred Freyberger                       | österreichischer Filmschauspieler                                                                            | 50    |       |
| 29. Oktober | Ab Tresling                              | niederländischer Hockeyspieler                                                                               | 71    |       |
| 30. Oktober | Eberhard Brünen                          | deutscher Politiker (SPD), MdL, MdB                                                                          | 74    |       |
| 30. Oktober | Albrecht Dunzendorfer                    | oberösterreichischer Maler                                                                                   | 73    |       |
| 30. Oktober | Hans von Falkenstein                     | deutscher General der Infanterie                                                                             | 87    |       |
| 30. Oktober | Wesley Prince                            | US-amerikanischer Jazz-Musiker                                                                               | 73    |       |
| 30. Oktober | Heinz Schmitt                            | deutscher Politiker (SPD), MdEP                                                                              | 60    |       |
| 31. Oktober | Albert Buske                             | deutscher Architekt und Designer                                                                             | 76    |       |
| 31. Oktober | Pierre Cressoy                           | französischer Schauspieler                                                                                   | 56    |       |
| 31. Oktober | Edelmiro Julián Farrell                  | argentinischer Politiker                                                                                     | 93    |       |
| 31. Oktober | Elizebeth Friedman                       | US-amerikanische Kryptoanalytikerin                                                                          | 88    |       |
| 31. Oktober | Xaver Karl                               | deutscher Widerstandskämpfer und Politiker (SPD, SED), MdV                                                   | 88    |       |
| 31. Oktober | Jan Werich                               | tschechischer Schauspieler und Dramatiker                                                                    | 75    |       |
| Oktober     | Gordon Wellesley                         | australischer Drehbuchautor                                                                                  | 73    |       |

## November
| Tag          | Name                                | Beruf, bekannt als                                                                                    | Alter | Beleg |
| ------------ | ----------------------------------- | --- | ----- | ----- |
| 1. November  | Prudent Joye                        | französischer Leichtathlet                                                                            | 66    |       |
| 1. November  | Willibald Lichtenheldt              | deutscher Ingenieur und Hochschullehrer                                                               | 79    |       |
| 1. November  | Kurt Rossmann                       | deutscher Philosoph und Hochschullehrer                                                               | 71    |       |
| 1. November  | Arnold Schmitz                      | deutscher Musikwissenschaftler                                                                        | 87    |       |
| 1. November  | Rudolf Singer                       | deutscher Politiker (KPD, SED), MdV und Vorsitzender des Staatlichen Komitees für Rundfunk            | 65    |       |
| 1. November  | Rudolf Sube                         | deutscher Politiker, Senator in Altona (NSDAP), MdHB                                                  | 88    |       |
| 1. November  | Dietrich Thoms                      | deutscher Schauspieler                                                                                | 63    |       |
| 2. November  | Elzada Urseba Clover                | US-amerikanische Botanikerin und Hochschullehrerin                                                    | 83    |       |
| 2. November  | Isadore Nathan Dubin                | kanadisch-amerikanischer Pathologe                                                                    | 67    |       |
| 2. November  | Edward Glover                       | US-amerikanischer Leichtathlet                                                                        | 95    |       |
| 2. November  | Piotr Gołębiowski                   | polnischer Priester, Administrator von Sandomierz                                                     | 78    |       |
| 2. November  | Martin Haag                         | deutscher Landwirt und Politiker, MdL                                                                 | 89    |       |
| 2. November  | Otto Kade                           | deutscher Übersetzungswissenschaftler                                                                 | 53    |       |
| 2. November  | Rudolf Kaiser                       | deutscher Künstler und Keramiker                                                                      | 70    |       |
| 2. November  | Patrick Mary O’Donnell              | irisch-australischer Erzbischof                                                                       | 83    |       |
| 2. November  | Franz Rontag                        | österreichischer Amateurfotograf                                                                      | 83    |       |
| 2. November  | Richard Rother                      | deutscher unterfränkischer Bildhauer und Holzschneider                                                | 90    |       |
| 2. November  | Willie Sutton                       | US-amerikanischer Serienbankräuber                                                                    | 79    |       |
| 3. November  | Helmut Baumert                      | deutscher Politiker (NSDAP), MdR                                                                      | 71    |       |
| 3. November  | Ljubow Iwanowna Dobrschanskaja      | russische Theater- und Kinoschauspielerin                                                             | 74    |       |
| 3. November  | Ludwig Hohl                         | Schweizer Schriftsteller                                                                              | 76    |       |
| 3. November  | Bronisław Knaster                   | polnischer Mathematiker                                                                               | 87    |       |
| 3. November  | Chauncey Morehouse                  | US-amerikanischer Jazz-Schlagzeuger                                                                   | 78    |       |
| 3. November  | Walter Schulze                      | deutscher Lehrer                                                                                      | 77    |       |
| 3. November  | Stanislau Stankewitsch              | weißrussischer Politiker, Nazikollaborateur und Antikommunist                                         | 73    |       |
| 3. November  | Schaggi Streuli                     | Schweizer Drehbuchautor, Kabarettist und Schauspieler                                                 | 81    |       |
| 4. November  | Charles Borah                       | US-amerikanischer Leichtathlet                                                                        | 73    |       |
| 4. November  | Peter Broeker                       | kanadischer Autorennfahrer                                                                            | 51    |       |
| 4. November  | Elsa Faber von Bockelmann           | deutsche Schriftstellerin                                                                             | 90    |       |
| 4. November  | Noel Langley                        | US-amerikanischer Schriftsteller, Drehbuchautor, Regisseur und Produzent                              | 68    |       |
| 4. November  | Elsie MacGill                       | kanadische Flugzeugingenieurin                                                                        | 75    |       |
| 4. November  | Ferdinand Mazanek                   | rumänischer Graphiker und Maler (Siebenbürgen)                                                        | 79    |       |
| 4. November  | Johnny Owen                         | walisischer Bantamgewichtsboxer                                                                       | 24    |       |
| 4. November  | Ulrich Steinhauer                   | deutscher Grenzsoldat der DDR, Maueropfer                                                             | 24    |       |
| 4. November  | Jürgen Thee                         | deutscher Politiker, MdL                                                                              | 80    |       |
| 5. November  | Louis Alter                         | US-amerikanischer Filmkomponist und Liedtexter                                                        | 78    |       |
| 5. November  | Renée Brand                         | deutsch-jüdische Exilschriftstellerin                                                                 |       |       |
| 5. November  | Ottfried von Dewitz                 | deutscher Offizier, verurteilter Kriegsverbrecher, Kunstsammler und Manager                           | 88    |       |
| 5. November  | Karel Hejma                         | tschechischer Fußballspieler                                                                          | 75    |       |
| 5. November  | Eugen Klagemann                     | deutscher Kameramann                                                                                  | 78    |       |
| 5. November  | Hermann Niehoff                     | deutscher Offizier, zuletzt General der Infanterie im Zweiten Weltkrieg                               | 83    |       |
| 5. November  | Rudolf Petri                        | buddhistischer Mönch                                                                                  | 65    |       |
| 5. November  | Mohammed Salim                      | indischer Fußballspieler                                                                              |       |       |
| 5. November  | Walter Schaefer                     | deutscher Verwaltungsjurist                                                                           | 71    |       |
| 5. November  | Paul Zürcher                        | deutscher Jurist und Politiker (BCSV, CDU)                                                            | 87    |       |
| 6. November  | Erik Asklund                        | schwedischer Schriftsteller und Drehbuchautor                                                         | 72    |       |
| 6. November  | Nevill Coghill                      | irisch-britischer Literaturwissenschaftler                                                            | 81    |       |
| 6. November  | Heinrich Holthaus                   | deutscher Bildhauer                                                                                   | 77    |       |
| 6. November  | Jean-François Piot                  | französischer Autorennfahrer                                                                          | 42    |       |
| 6. November  | Hermann Schlimme junior             | deutscher Wirtschaftsfunktionär, Generaldirektor der Deutrans                                         | 59    |       |
| 6. November  | Pierre Villon                       | französischer Politiker (PCF), Mitglied der Nationalversammlung, Résistance-Mitglied, Zeitungsgründer | 79    |       |
| 7. November  | Emilio Cigoli                       | italienischer Schauspieler und Synchronsprecher                                                       | 70    |       |
| 7. November  | Frank Duff                          | irischer Laie, Gründer der Legio Mariae (Legion of Mary)                                              | 91    |       |
| 7. November  | İlhan Erdost                        | türkischer Verleger; Redakteur des Verlags Sol                                                        | 35    |       |
| 7. November  | Steve McQueen                       | US-amerikanischer Schauspieler                                                                        | 50    |       |
| 7. November  | Adrienne Thomas                     | deutsche Schriftstellerin                                                                             | 83    |       |
| 7. November  | Max von Viebahn                     | deutscher Offizier, zuletzt General der Infanterie                                                    | 92    |       |
| 7. November  | Wolfgang Weyrauch                   | deutscher Schriftsteller und Hörspielautor                                                            | 76    |       |
| 8. November  | Sherman Clark                       | US-amerikanischer Rudersportler und hoher Militär                                                     | 80    |       |
| 8. November  | Friedo Dörfel                       | deutscher Fußballspieler                                                                              | 65    |       |
| 8. November  | Lew Rahr                            | exilrussischer Publizist                                                                              | 67    |       |
| 8. November  | Lionel Smith                        | englischer Fußballspieler und -trainer                                                                | 60    |       |
| 8. November  | Maurice Thöni                       | Schweizer Akkordeonist, Komponist und Musikherausgeber                                                | 83    |       |
| 8. November  | Julian Wintle                       | britischer Filmproduzent                                                                              | 67    |       |
| 9. November  | Eugen Denzel                        | deutscher Maler, Grafiker und Pressezeichner                                                          | 79    |       |
| 9. November  | Charles B. Hoeven                   | US-amerikanischer Politiker                                                                           | 85    |       |
| 9. November  | Rudolf Kerler                       | deutscher Kommunalpolitiker                                                                           | 69    |       |
| 9. November  | Fritz Lattke                        | deutsch-sorbischer Landschaftsmaler                                                                   | 85    |       |
| 9. November  | Hugo Lübeß                          | deutscher Lehrer, Archivar und Heimatforscher                                                         | 77    |       |
| 9. November  | Reinhard Mätzig                     | deutscher Politiker, MdL Sachsen                                                                      | 85    |       |
| 9. November  | Carmel Myers                        | US-amerikanische Schauspielerin                                                                       | 81    |       |
| 9. November  | Toyen                               | tschechische Malerin des Surrealismus                                                                 | 78    |       |
| 9. November  | A. Paul Weber                       | deutscher satirischer Druckgrafiker, Zeichner und Maler                                               | 87    |       |
| 9. November  | Victor Sen Yung                     | US-amerikanischer Schauspieler                                                                        | 65    |       |
| 10. November | Otto Eberl                          | deutscher Diplomat                                                                                    | 79    |       |
| 10. November | Hossein Fahmideh                    | iranischer Kindersoldat                                                                               |       |       |
| 10. November | Kurt Oberdorffer                    | sudetendeutscher, nationalsozialistischer Historiker und Archivar                                     | 80    |       |
| 10. November | Rudolf Jubelt                       | deutscher Mineraloge, Petrograph und Hochschullehrer                                                  | 67    |       |
| 10. November | Hans Reiffenstuel                   | deutscher gegenständlicher Maler                                                                      | 86    |       |
| 10. November | Kathleen Tremaine                   | britische Schauspielerin in Theater und Film                                                          |       |       |
| 10. November | Lucien Van Nuffel                   | belgischer Fußballschiedsrichter                                                                      | 66    |       |
| 10. November | Milan Vidmar junior                 | jugoslawischer Ingenieur und Internationaler Schachmeister                                            | 70    |       |
| 10. November | Helmut G. F. Winkler                | deutscher Mineraloge und Hochschullehrer                                                              | 65    |       |
| 11. November | Renato Barbieri                     | italienischer Ruderer                                                                                 | 77    |       |
| 11. November | Louis Charavel                      | französischer Automobilrennfahrer                                                                     | 90    |       |
| 11. November | Josef Elstner                       | deutscher Wirtschaftsfunktionär (DDR)                                                                 | 65    |       |
| 12. November | Nikolai Nikolajewitsch Alexejew     | sowjetischer Marschall der Fernmeldetruppen                                                           | 66    |       |
| 12. November | Andrei Alexejewitsch Amalrik        | russischer Historiker, Publizist, Schriftsteller und Dissident                                        | 42    |       |
| 12. November | Wilhelm Eckert                      | deutscher Jurist, Hochschullehrer, Verwaltungsbeamter und Politiker                                   | 81    |       |
| 12. November | Manfred Sandmann                    | deutschamerikanischer Romanist und Sprachwissenschaftler                                              | 74    |       |
| 12. November | Walter Sandritter                   | deutscher Pathologe                                                                                   | 60    |       |
| 12. November | Jaroslav Štork                      | tschechoslowakischer Geher                                                                            | 71    |       |
| 13. November | Mehmed Zahid Kotku                  | türkischer islamischer (sunnitischer) Religionsgelehrter                                              |       |       |
| 13. November | Herbert Krebs                       | deutscher Forstmann und Jagdautor                                                                     | 79    |       |
| 13. November | Elbridge Ross                       | US-amerikanischer Eishockeyspieler                                                                    | 71    |       |
| 13. November | Karl Schlossmacher                  | deutscher Mineraloge, Geologe und Gemmologe                                                           | 93    |       |
| 14. November | Ernst Birke                         | deutscher Historiker                                                                                  | 72    |       |
| 14. November | Hellmut Eckhardt                    | deutscher Orthopäde und Eugeniker                                                                     | 84    |       |
| 14. November | Beb Guérin                          | französischer Jazzbassist                                                                             | 38    |       |
| 14. November | Jeanne Halbwachs                    | französische Lehrerin, Feministin und Pazifistin                                                      | 90    |       |
| 14. November | Harry Hardt                         | österreichischer Schauspieler                                                                         | 81    |       |
| 14. November | Friedrich Heinrichsen               | deutscher Typograf, Grafiker und Textdichter                                                          | 78    |       |
| 14. November | Pierre Magne                        | französischer Radrennfahrer                                                                           | 74    |       |
| 14. November | Fritz Nölle                         | deutscher Schriftsteller                                                                              | 81    |       |
| 14. November | Julius Schwabe                      | Schweizer Symbolforscher                                                                              | 88    |       |
| 14. November | Takurō Shintani                     | japanischer Mathematiker                                                                              | 37    |       |
| 15. November | Albert Broschell                    | memeldeutscher Politiker (SovoG, GB/BHE, GDP)                                                         | 72    |       |
| 15. November | Rudolf Dauber                       | deutscher Politiker, MdL                                                                              | 81    |       |
| 15. November | Helmuth Flammer                     | deutscher Chemiker                                                                                    | 69    |       |
| 15. November | Harri Larva                         | finnischer Mittelstreckenläufer                                                                       | 74    |       |
| 15. November | Richard Law, 1. Baron Coleraine     | britischer Politiker (Conservative Party)                                                             | 79    |       |
| 15. November | Emilio Pujol                        | spanischer Gitarrist und Komponist                                                                    | 94    |       |
| 16. November | John Cade                           | australischer Psychiater                                                                              | 68    |       |
| 16. November | Franz Höhne                         | deutscher Politiker (SPD), MdB                                                                        | 76    |       |
| 16. November | Eberhard Königsmann                 | deutscher Entomologe und Kurator                                                                      | 50    |       |
| 16. November | Frank Luther                        | US-amerikanischer Countrysänger                                                                       | 80    |       |
| 16. November | O. V. Wright                        | US-amerikanischer Gospel- und R&B-Sänger                                                              | 41    |       |
| 17. November | Bruno Gleitze                       | deutscher Wirtschaftswissenschaftler, Hochschullehrer und Politiker (SPD)                             | 77    |       |
| 17. November | Wanda Lanzer                        | österreichische Archivarin, Bibliothekarin und Erwachsenenbildnerin                                   | 84    |       |
| 17. November | David Marr                          | englischer Mathematiker                                                                               | 35    |       |
| 17. November | Henri-Robert Von der Mühll          | Schweizer Architekt, Designer, Grafikdesigner, Zeichner, Maler, Autor und Publizist                   | 82    |       |
| 17. November | Katsuda Tetsu                       | japanischer Maler                                                                                     | 84    |       |
| 18. November | René Bégin                          | kanadischer Politiker (Liberal Party)                                                                 | 68    |       |
| 18. November | Hans Birnbaum                       | deutscher Jurist, Ministerialbeamter und Manager                                                      | 68    |       |
| 18. November | Wilhelm Kühnert                     | deutsch-österreichischer evangelischer Kirchenhistoriker                                              | 80    |       |
| 18. November | Wiktor Niemczyk                     | lutherischer Theologe und Akademie-Rektor in Polen                                                    | 81    |       |
| 18. November | Conn Smythe                         | kanadischer Eishockeymanager                                                                          | 85    |       |
| 18. November | František Šorm                      | tschechischer Chemiker                                                                                | 67    |       |
| 19. November | Edmund John Bowen                   | englischer Chemiker                                                                                   | 82    |       |
| 19. November | Abu’l-Qasim Faizi                   | iranischer Bahai                                                                                      |       |       |
| 19. November | Ludwig Kaufmann                     | deutscher Industrie-Manager                                                                           | 96    |       |
| 19. November | Esther Eugenie Klee-Rawidowicz      | deutsche Biologin                                                                                     | 80    |       |
| 19. November | Hermann Köttgen                     | deutscher Jurist                                                                                      | 70    |       |
| 19. November | Eleonore Mann                       | deutsche Juristin                                                                                     | 73    |       |
| 19. November | Binode Behari Mukherjee             | indischer Künstler und Professor                                                                      | 76    |       |
| 19. November | Friedrich Weller                    | deutscher Philologe und Indologe                                                                      | 91    |       |
| 20. November | Buzz Barton                         | US-amerikanischer Schauspieler                                                                        | 67    |       |
| 20. November | Johannes Bohn                       | deutscher Politiker (KPD/SED), Widerstandskämpfer und Gewerkschafter (FDGB)                           | 71    |       |
| 20. November | Hans von Boineburg-Lengsfeld        | deutscher Offizier, Generalleutnant im Zweiten Weltkrieg                                              | 91    |       |
| 20. November | Awtandil Gogoberidse                | georgisch-sowjetischer Fußballspieler und -trainer                                                    | 58    |       |
| 20. November | Hans Kuhn                           | Schweizer Bundesbeamter                                                                               | 96    |       |
| 20. November | John McEwen                         | australischer Politiker und Premierminister                                                           | 80    |       |
| 20. November | Eugenia Umińska                     | polnische Geigerin und Musikpädagogin                                                                 | 70    |       |
| 20. November | Albert von Riccabona                | österreichischer Mediziner und Hochschullehrer                                                        | 73    |       |
| 21. November | Ronald B. Levinson                  | US-amerikanischer Philosophiehistoriker                                                               | 84    |       |
| 21. November | Park Yong-rae                       | südkoreanischer Lyriker                                                                               | 55    |       |
| 21. November | László Rédei                        | ungarischer Mathematiker                                                                              | 80    |       |
| 21. November | Erich Reschke                       | deutscher politischer KZ-Häftling, Polizeipräsident                                                   | 78    |       |
| 21. November | Walter Rilla                        | deutscher Schauspieler                                                                                | 86    |       |
| 21. November | Philipp Ruff                        | Musikwissenschaftler                                                                                  | 73    |       |
| 22. November | Friedrich Avemarie                  | deutscher Pädagoge und Theologe                                                                       | 87    |       |
| 22. November | Leonard Barr                        | US-amerikanischer Schauspieler                                                                        | 77    |       |
| 22. November | Harry Halm                          | deutscher Schauspieler                                                                                | 78    |       |
| 22. November | Marienetta Jirkowsky                | deutsches Todesopfer der Berliner Mauer                                                               | 18    |       |
| 22. November | Jules Léger                         | kanadischer Politiker, Generalgouverneur von Kanada                                                   | 67    |       |
| 22. November | Ferdinando Mandrini                 | italienischer Turner                                                                                  | 83    |       |
| 22. November | John W. McCormack                   | US-amerikanischer Politiker                                                                           | 88    |       |
| 22. November | Mae West                            | US-amerikanische Filmschauspielerin und Drehbuchautorin                                               | 87    |       |
| 23. November | Hans von Aulock                     | deutscher Bankier und Numismatiker                                                                    | 73    |       |
| 23. November | Konrad Herter                       | deutscher Zoologe                                                                                     | 88    |       |
| 23. November | Walter Lutze                        | deutscher Dirigent                                                                                    | 89    |       |
| 23. November | Karel Nový                          | tschechischer Schriftsteller und Journalist                                                           | 89    |       |
| 23. November | Juliette Roche                      | französische Malerin und Dichterin                                                                    | 96    |       |
| 23. November | Sangad Chaloryu                     | thailändischer Admiral                                                                                | 65    |       |
| 23. November | Wolfgang Schmid                     | deutscher Klassischer Philologe                                                                       | 67    |       |
| 23. November | Niyazi Sel                          | türkischer Fußballspieler                                                                             | 72    |       |
| 24. November | Sam Baskini                         | französischer Geiger und Kapellmeister                                                                | 90    |       |
| 24. November | Victor Nef                          | Schweizer Textilunternehmer, Konsul und Diplomat                                                      | 85    |       |
| 24. November | George Raft                         | US-amerikanischer Schauspieler                                                                        | 79    |       |
| 24. November | Heinrich Rodemer                    | deutscher Jurist, Redakteur und Politiker, MdL                                                        | 72    |       |
| 24. November | Ivar Sahlin                         | schwedischer Leichtathlet                                                                             | 84    |       |
| 24. November | Henrietta Hill Swope                | amerikanische Astronomin                                                                              | 78    |       |
| 25. November | Werner Kleine                       | deutscher Musiker, Autor und Liedtexter                                                               | 72    |       |
| 25. November | Jürgen Kroymann                     | deutscher klassischer Philologe                                                                       | 69    |       |
| 25. November | William Albert Noyes junior         | US-amerikanischer Chemiker                                                                            | 82    |       |
| 26. November | Ludger Born                         | deutscher Jesuit                                                                                      | 83    |       |
| 26. November | Peter DePaolo                       | US-amerikanischer Automobilrennfahrer                                                                 | 82    |       |
| 26. November | Conrad A. Nervig                    | US-amerikanischer Filmeditor                                                                          | 91    |       |
| 26. November | Nikolaus Richter                    | deutscher Astronom                                                                                    | 70    |       |
| 26. November | Rachel Roberts                      | britische Schauspielerin                                                                              | 53    |       |
| 26. November | Thomas Benton Slate                 | US-amerikanischer Erfinder und Unternehmer                                                            | 99    |       |
| 26. November | Karl Sporbeck                       | deutscher Politiker (SPD), MdL                                                                        | 56    |       |
| 27. November | Enrique Álvarez Córdoba             | salvadorianischer Kaffeepflanzer und Reformpolitiker                                                  | 50    |       |
| 27. November | Alexej Iljitsch Baschlakow          | russischer Maler und Plastiker                                                                        | 44    |       |
| 27. November | René Dreux                          | französischer Automobilrennfahrer                                                                     | 89    |       |
| 27. November | John Hubbard                        | britischer Physiker                                                                                   | 49    |       |
| 27. November | Ilse Peters                         | deutsche evangelische Religionspädagogin                                                              | 87    |       |
| 28. November | Bernard Fergusson, Baron Ballantrae | britischer Soldat und Gouverneur                                                                      | 69    |       |
| 28. November | Sarah Y. Mason                      | US-amerikanische Drehbuchautorin                                                                      | 84    |       |
| 28. November | Mia May                             | österreichische Stummfilmschauspielerin                                                               | 96    |       |
| 28. November | Willy Reiber                        | deutscher Szenenbildner, Filmregisseur, Filmproduzent und Fernsehproduzent                            | 85    |       |
| 28. November | Birendra Nath Sircar                | indischer Filmproduzent und Filmfunktionär                                                            | 79    |       |
| 28. November | Merton F. Utter                     | US-amerikanischer Mikrobiologe                                                                        | 63    |       |
| 28. November | Elisabeth Zillken                   | deutsche Politikerin (Zentrum, CDU), MdR, MdL                                                         | 92    |       |
| 29. November | Dorothy Day                         | US-amerikanische Sozialaktivistin                                                                     | 83    |       |
| 29. November | Edith Evanson                       | US-amerikanische Charakterdarstellerin                                                                | 84    |       |
| 29. November | Ray Hanken                          | US-amerikanischer American-Football-Spieler und -Trainer                                              | 68    |       |
| 29. November | Paul Randall Harrington             | amerikanischer Orthopäde                                                                              | 69    |       |
| 29. November | Reinhold Möbius                     | österreichischer Politiker (CSP), Abgeordneter zum Nationalrat                                        | 82    |       |
| 29. November | Johann Weissenböck                  | österreichischer Politiker, Landtagsabgeordneter                                                      | 51    |       |
| 30. November | Max Wladimirowitsch Alpert          | sowjetischer Fotojournalist                                                                           | 81    |       |
| 30. November | Orhan Eyüboğlu                      | türkischer Politiker (CHP), Abgeordneter und Minister                                                 |       |       |
| 30. November | Carl Henry Hoffman                  | US-amerikanischer Politiker                                                                           | 84    |       |
| 30. November | Marion Charles Matthes              | US-amerikanischer Jurist und Politiker                                                                | 74    |       |
| 30. November | Rudolf Seeger                       | deutscher Hammerwerfer                                                                                | 79    |       |
| November     | Emmett Carls                        | US-amerikanischer Jazzmusiker                                                                         | 63    |       |
| November     | Skip Hall                           | US-amerikanischer Musiker (Piano, Orgel) des Swingjazz                                                | 71    |       |
| November     | Povilas Tautvaišas                  | litauisch-US-amerikanischer Schachspieler                                                             | 64    |       |
| November     | Hermann Ulbrich                     | Schweizer Dirigent und Kirchenmusiker                                                                 |       |       |

## Dezember
| Tag          | Name                                     | Beruf, bekannt als                                                                                              | Alter | Beleg |
| ------------ | ---------------------------------------- | --- | ----- | ----- |
| 1. Dezember  | Wladimir Michailowitsch Alexejew         | russischer Mathematiker                                                                                         | 48    |       |
| 01. Dezember | Frank Booth                              | US-amerikanischer Schwimmer                                                                                     | 70    |       |
| 1. Dezember  | Rudolf Hamburger                         | deutscher Architekt, Kommunist und Widerstandskämpfer und Agent des GRU                                         | 77    |       |
| 1. Dezember  | Heinz Koppel                             | britischer Maler deutscher Herkunft                                                                             | 61    |       |
| 1. Dezember  | Karl Michel                              | deutscher Jurist und Offizier der Wehrmacht                                                                     | 71    |       |
| 1. Dezember  | John Herman Randall, Jr.                 | US-amerikanischer Philosoph                                                                                     | 81    |       |
| 1. Dezember  | Alexander Rumpf                          | deutscher Dirigent                                                                                              | 52    |       |
| 1. Dezember  | Sawada Shigeru                           | japanischer Generalleutnant und stellvertretender Generalstabschef                                              | 93    |       |
| 2. Dezember  | Chaudhry Muhammad Ali                    | pakistanischer Staatsmann                                                                                       | 75    |       |
| 2. Dezember  | Asō Takakichi                            | japanischer Unternehmer und Politiker                                                                           | 69    |       |
| 2. Dezember  | Harald Bosio                             | österreichischer Skilangläufer, Skispringer und Nordischer Kombinierer                                          | 74    |       |
| 2. Dezember  | Roza Eskenazy                            | griechische Sängerin                                                                                            |       |       |
| 2. Dezember  | Romain Gary                              | französischer Schriftsteller russischer Herkunft                                                                | 66    |       |
| 2. Dezember  | Ole Bjørn Kraft                          | dänischer Politiker (Konservativen Volkspartei)                                                                 | 86    |       |
| 2. Dezember  | Hans Scharf                              | deutscher Diplomat, Botschafter der DDR                                                                         | 54    |       |
| 2. Dezember  | Peter Schifferli                         | Schweizer Verleger                                                                                              | 59    |       |
| 2. Dezember  | Patrick Gordon Walker                    | britischer Politiker (Labour Party), Mitglied des House of Commons                                              | 73    |       |
| 3. Dezember  | Ernst Ludwig Lißmann                     | deutscher Politiker, Bürgermeister, Verwaltungsbeamter und Prokurist                                            | 95    |       |
| 3. Dezember  | Dore Meyer-Vax                           | deutsche Malerin                                                                                                | 72    |       |
| 3. Dezember  | Oswald Mosley                            | britischer faschistischer Politiker, Mitglied des House of Commons                                              | 84    |       |
| 3. Dezember  | Marie-Antoinette Tonnelat                | französische Physikerin                                                                                         | 68    |       |
| 3. Dezember  | Eino Virtanen                            | finnischer Ringer                                                                                               | 72    |       |
| 03. Dezember | Robert Zimmerman                         | kanadischer Schwimmer und Wasserspringer                                                                        | 99    |       |
| 4. Dezember  | Snu Abecassis                            | dänische Publizistin in Portugal                                                                                | 40    |       |
| 4. Dezember  | Olaus Jørgensen Abelseth                 | norwegischer Landwirt und Überlebender des Titanic-Unglücks                                                     | 94    |       |
| 4. Dezember  | Hamilton Shirley Amerasinghe             | sri-lankischer Politiker (UN) und Diplomat                                                                      | 67    |       |
| 4. Dezember  | Jenő Brandi                              | ungarischer Wasserballspieler                                                                                   | 67    |       |
| 4. Dezember  | Klaus Bücking                            | deutscher Bildhauer und Widerstandskämpfer gegen den Nationalsozialismus                                        | 72    |       |
| 4. Dezember  | Adelino Amaro da Costa                   | portugiesischer Politiker                                                                                       | 37    |       |
| 4. Dezember  | Vicente Escudero                         | spanischer Flamenco-Tänzer und Choreograf                                                                       | 92    |       |
| 4. Dezember  | Celestino Fernández y Fernández          | mexikanischer Geistlicher, Bischof von Huajuapan de León                                                        | 90    |       |
| 4. Dezember  | Georg Fischer                            | deutscher Politiker (KPD, UAPD, SPD) und bayerischer Staatssekretär                                             | 74    |       |
| 4. Dezember  | Édouard Ramonet                          | französischer Politiker, Mitglied der Nationalversammlung und Senator                                           | 71    |       |
| 4. Dezember  | Francisco Sá Carneiro                    | sozialdemokratischer Politiker und Ministerpräsident von Portugal                                               | 46    |       |
| 4. Dezember  | Stanisława Walasiewicz                   | polnisch-US-amerikanische Leichtathletin                                                                        | 69    |       |
| 5. Dezember  | Mary Lavater-Sloman                      | deutsch-schweizerische Schriftstellerin                                                                         | 88    |       |
| 5. Dezember  | Otto Preuss                              | deutscher Schauspieler und Synchronsprecher                                                                     | 62    |       |
| 5. Dezember  | Willi Walter Puls                        | deutscher Geograph                                                                                              | 72    |       |
| 6. Dezember  | Margot Bennett                           | englische Schriftstellerin schottischer Herkunft                                                                |       |       |
| 6. Dezember  | Charles Deutsch                          | französischer Aerodynamik-Ingenieur und Automobilhersteller                                                     | 69    |       |
| 6. Dezember  | Ève Francis                              | französische Schauspielerin belgischer Herkunft                                                                 | 94    |       |
| 6. Dezember  | Reginald Graham, 3. Baronet              | britischer Offizier                                                                                             | 88    |       |
| 6. Dezember  | Franz Hanke                              | österreichisch-deutscher Politiker (NSDAP), MdR und SA-Führer                                                   | 88    |       |
| 6. Dezember  | Theobald Hauck                           | deutscher Bildhauer und Steinmetz                                                                               | 78    |       |
| 6. Dezember  | Roderick McLeod                          | britischer General                                                                                              | 75    |       |
| 6. Dezember  | Hugo Rosenthal                           | deutsch-israelischer Pädagoge                                                                                   | 92    |       |
| 7. Dezember  | Karl Brunner                             | deutscher Jurist, SS-Brigadeführer und Generalmajor der Polizei                                                 | 80    |       |
| 7. Dezember  | Darby Crash                              | US-amerikanischer Punkrockmusiker                                                                               | 22    |       |
| 7. Dezember  | Josef Trixl-Hellensteiner                | österreichischer Rad- und Schisportler                                                                          | 91    |       |
| 8. Dezember  | Theo Breuer                              | deutscher Fußballspieler                                                                                        | 71    |       |
| 8. Dezember  | Hannsludwig Geiger                       | deutscher Philologe, Journalist und Schriftsteller                                                              | 78    |       |
| 8. Dezember  | Richard Günther                          | deutscher Mediziner und Nationalsozialist                                                                       | 69    |       |
| 8. Dezember  | Fernand Guignier                         | französischer Maler und Bildhauer                                                                               | 78    |       |
| 8. Dezember  | John Lennon                              | britischer Musiker (The Beatles)                                                                                | 40    |       |
| 8. Dezember  | Hermann Plocher                          | deutscher Offizier, zuletzt Generalmajor der Luftwaffe der Bundeswehr                                           | 79    |       |
| 8. Dezember  | Petar Trifunović                         | jugoslawischer Schachmeister                                                                                    | 70    |       |
| 9. Dezember  | Heinz Burchardt                          | deutscher Generalmajor                                                                                          | 65    |       |
| 9. Dezember  | Charles Albert Walter Guggisberg         | Schweizer Zoologe, Naturfotograf und Sachbuchautor                                                              | 67    |       |
| 9. Dezember  | Marcello Pagliero                        | französisch-italienischer Filmregisseur, Schauspieler und Drehbuchautor                                         | 73    |       |
| 9. Dezember  | Giorgio Balladore Pallieri               | italienischer Völkerrechtler, Präsident des Europäischen Gerichtshofs für Menschenrechte                        | 75    |       |
| 9. Dezember  | Friederike Pusch                         | deutsche Psychiaterin und Neurologin                                                                            | 75    |       |
| 9. Dezember  | Lyle B. Reifsnider                       | US-amerikanischer Szenenbildner                                                                                 | 79    |       |
| 9. Dezember  | Trudy Schlatter                          | Schweizer Zeichnerin und Verfechterin der Frauenbewegung                                                        | 68    |       |
| 9. Dezember  | Markwart Schmidt                         | deutscher Politiker (SPD), MdL                                                                                  | 43    |       |
| 9. Dezember  | Wilhelm Westenberger                     | deutscher Jurist und Politiker, MdL                                                                             | 77    |       |
| 10. Dezember | Jakob Fickler                            | deutscher Politiker (CSU), MdL                                                                                  | 71    |       |
| 10. Dezember | Robert Gattinger                         | österreichischer Maler und Grafiker                                                                             | 78    |       |
| 10. Dezember | Gerhard M. Gülzow                        | deutscher Oberkonsistorialrat in Danzig                                                                         | 76    |       |
| 10. Dezember | Bartholomäus Hasenauer                   | österreichischer Politiker (CSP, ÖVP), Abgeordneter zum Nationalrat                                             | 88    |       |
| 10. Dezember | Henry M. Pachter                         | US-amerikanischer Historiker und Politikwissenschaftler deutscher Herkunft                                      | 73    |       |
| 10. Dezember | Carlos Pintér                            | schweizerisch-ungarischer Fußballspieler und -trainer                                                           | 70    |       |
| 10. Dezember | Ilie Subășeanu                           | rumänischer Fußballspieler                                                                                      | 74    |       |
| 11. Dezember | Lyne Chardonnet                          | französische Schauspielerin                                                                                     | 37    |       |
| 11. Dezember | Josep Llorens i Artigas                  | spanischer (katalanischer) Keramiker und Kunstkritiker                                                          | 88    |       |
| 11. Dezember | Vahyi Oktay                              | türkischer Fußballspieler                                                                                       | 75    |       |
| 11. Dezember | Viktoria Luise von Preußen               | deutsche Herzogin von Braunschweig-Lüneburg, Prinzessin von Preußen                                             | 88    |       |
| 11. Dezember | Sepp Rist                                | deutscher Schauspieler                                                                                          | 80    |       |
| 11. Dezember | Freda Thompson                           | erste australische Pilotin                                                                                      | 71    |       |
| 11. Dezember | Renate Wagner-Rieger                     | österreichische Kunsthistorikerin                                                                               | 59    |       |
| 11. Dezember | Erich Wegner                             | deutscher Maler                                                                                                 | 81    |       |
| 11. Dezember | Franz Zapf                               | deutscher Landwirt und Politiker (SV), MdBLV                                                                    | 80    |       |
| 12. Dezember | Erich Jantsch                            | österreichischer Astrophysiker und Mitbegründer des Club of Rome                                                | 51    |       |
| 12. Dezember | Jean Lesage                              | kanadischer Politiker                                                                                           | 68    |       |
| 12. Dezember | Urie McCleary                            | US-amerikanischer Szenenbildner                                                                                 | 75    |       |
| 12. Dezember | Hawayo Takata                            | US-amerikanische Alternativmedizinerin                                                                          | 79    |       |
| 12. Dezember | Jules Thorn                              | britischer Unternehmer                                                                                          | 81    |       |
| 13. Dezember | Erdal Eren                               | türkischer Schüler und Hinrichtungsopfer                                                                        |       |       |
| 13. Dezember | Hans von Helms                           | deutscher Politiker (NSDAP), MdR                                                                                | 81    |       |
| 13. Dezember | Svend Olsen                              | dänischer Gewichtheber                                                                                          | 72    |       |
| 13. Dezember | Hans Richter-Haaser                      | deutscher Pianist                                                                                               | 68    |       |
| 14. Dezember | Harlan L. Baumbach                       | US-amerikanischer Chemiker                                                                                      | 68    |       |
| 14. Dezember | Richard Gurley Drew                      | US-amerikanischer Erfinder des Klebebands                                                                       | 81    |       |
| 14. Dezember | Elston Howard                            | US-amerikanischer Baseballspieler                                                                               | 51    |       |
| 14. Dezember | Joël Le Theule                           | französischer Politiker, Mitglied der Nationalversammlung                                                       | 50    |       |
| 14. Dezember | Käthe Lindenberg                         | deutsche Schauspielerin bei Bühne, Film und Fernsehen                                                           | 74    |       |
| 14. Dezember | Hermann Mitgau                           | deutscher Soziologe                                                                                             | 85    |       |
| 14. Dezember | Norman Taylor                            | kanadischer Ruderer                                                                                             | 81    |       |
| 15. Dezember | Manuel Lopes de Almeida                  | portugiesischer Historiker, Hochschullehrer und Politiker                                                       | 80    |       |
| 15. Dezember | Angus Campbell                           | US-amerikanischer Sozialpsychologe und Wahlforscher                                                             | 70    |       |
| 15. Dezember | Rudolph Cleveringa                       | niederländischer Hochschullehrer für Jura an der Universität Leiden                                             | 86    |       |
| 15. Dezember | Hans Fiederer                            | deutscher Fußballspieler und Redakteur                                                                          | 60    |       |
| 15. Dezember | Peter Gregg                              | US-amerikanischer Autorennfahrer                                                                                | 40    |       |
| 15. Dezember | Komninos Pyromaglou                      | griechischer Politiker                                                                                          | 81    |       |
| 16. Dezember | Bert Bilzer                              | deutscher Kunsthistoriker und Museumsleiter                                                                     | 67    |       |
| 16. Dezember | Keith Christie                           | britischer Jazz-Posaunist                                                                                       | 49    |       |
| 16. Dezember | Peter Collinson                          | britischer Filmregisseur                                                                                        | 44    |       |
| 16. Dezember | Roddy Connolly                           | irischer Politiker                                                                                              | 79    |       |
| 16. Dezember | Jan Fethke                               | deutsch-polnischer Filmregisseur, Drehbuchautor und Esperanto-Schriftsteller                                    | 77    |       |
| 16. Dezember | Anatol Josepho                           | russisch-US-amerikanischer Erfinder                                                                             | 86    |       |
| 16. Dezember | Benno Niggemeyer                         | deutscher Widerstandskämpfer                                                                                    | 68    |       |
| 16. Dezember | Victor von Plessen                       | deutscher Forschungsreisender in Südostasien                                                                    | 80    |       |
| 16. Dezember | Harland D. Sanders                       | US-amerikanischer Unternehmer, Gründer von Kentucky Fried Chicken (KFC)                                         | 90    |       |
| 16. Dezember | Ram Subhag Singh                         | indischer Politiker (INC), Lok-Sabha-Mitglied und Unionsminister                                                | 63    |       |
| 16. Dezember | Hellmuth Walter                          | deutscher Erfinder und U-Boot-Entwickler                                                                        | 80    |       |
| 17. Dezember | Ahmet Berman                             | türkischer Fußballspieler                                                                                       | 48    |       |
| 17. Dezember | Willi Flemming                           | deutscher Theaterwissenschaftler und Germanist                                                                  | 92    |       |
| 17. Dezember | Oskar Kummetz                            | deutscher Generaladmiral im Zweiten Weltkrieg                                                                   | 89    |       |
| 17. Dezember | Harold Lommer                            | englischer Schachkomponist                                                                                      | 76    |       |
| 17. Dezember | Berthold Simons                          | deutscher römisch-katholischer Ordensgeistlicher                                                                | 61    |       |
| 17. Dezember | Ralph Spearow                            | US-amerikanischer Leichtathlet                                                                                  | 85    |       |
| 17. Dezember | Paul Maximilian Tedesco                  | austroamerikanischer Sprachwissenschaftler                                                                      | 82    |       |
| 18. Dezember | Conrad Ahlers                            | deutscher Politiker (SPD), MdB, Journalist                                                                      | 58    |       |
| 18. Dezember | Johanna Bash-Liechti                     | Schweizer Chemikerin, Medizinerin und Psychiaterin                                                              | 73    |       |
| 18. Dezember | Dobriša Cesarić                          | kroatischer Dichter                                                                                             | 78    |       |
| 18. Dezember | Frances Fuller                           | US-amerikanische Schauspielerin                                                                                 | 73    |       |
| 18. Dezember | Enrique Hertzog                          | bolivianischer Politiker und Diplomat                                                                           | 84    |       |
| 18. Dezember | Bernd Kettler                            | deutscher Fußballspieler                                                                                        | 39    |       |
| 18. Dezember | Alexei Nikolajewitsch Kossygin           | russischer Politiker, Ministerpräsident der Sowjetunion                                                         | 76    |       |
| 18. Dezember | Albert Margai                            | sierra-leonischer Premierminister                                                                               | 70    |       |
| 18. Dezember | Gabrielle Robinne                        | französische Theater- und Filmschauspielerin                                                                    | 94    |       |
| 18. Dezember | Karl With                                | deutsch-US-amerikanischer Kunsthistoriker                                                                       | 89    |       |
| 19. Dezember | Héctor José Cámpora                      | argentinischer Politiker                                                                                        | 71    |       |
| 19. Dezember | Tarzan Cooper                            | US-amerikanischer Basketballspieler                                                                             | 73    |       |
| 19. Dezember | Nasrollah Entezam                        | iranischer Politiker                                                                                            | 80    |       |
| 19. Dezember | Dora Jung                                | finnische Textilkünstlerin                                                                                      | 74    |       |
| 19. Dezember | Shlomo Lewin                             | deutscher Verleger, Rabbiner                                                                                    | 69    |       |
| 19. Dezember | Royappan Antony Muthu                    | indischer Geistlicher, Bischof von Vellore                                                                      | 68    |       |
| 19. Dezember | Asa Arthur Schaeffer                     | US-amerikanischer Protozoologe                                                                                  | 97    |       |
| 19. Dezember | Oscar Zanera                             | italienischer römisch-katholischer Geistlicher und Weihbischof in Rom                                           | 65    |       |
| 20. Dezember | Hermann Baur                             | Schweizer Architekt                                                                                             | 86    |       |
| 20. Dezember | Wolfram von Erffa                        | deutscher Architekt und Bauhistoriker                                                                           | 78    |       |
| 20. Dezember | Ernst Rodiek                             | deutscher Politiker (SPD), MdB                                                                                  | 77    |       |
| 20. Dezember | Dagmar Salén                             | schwedische Seglerin                                                                                            | 79    |       |
| 20. Dezember | Ben Sharpsteen                           | US-amerikanischer Filmproduzent und Regisseur                                                                   | 85    |       |
| 20. Dezember | Jack Stapp                               | US-amerikanischer Country-Musik-Manager                                                                         | 68    |       |
| 20. Dezember | Walter Zappe                             | deutscher Politiker (SPD), MdL                                                                                  | 75    |       |
| 21. Dezember | Marc Connelly                            | US-amerikanischer Journalist, Dramatiker und Schriftsteller                                                     | 90    |       |
| 21. Dezember | Gottfried Dauner                         | deutscher Architekt                                                                                             | 72    |       |
| 21. Dezember | Bob Iller                                | deutscher Schauspieler, Conférencier, Sänger und Drehbuchautor                                                  | 68    |       |
| 21. Dezember | Thekla Kauffmann                         | württembergische Politikerin (DDP), MdL 1919/20                                                                 | 97    |       |
| 21. Dezember | Hans H. Staub                            | Schweizer Atomphysiker                                                                                          | 72    |       |
| 21. Dezember | Karl Stephan                             | deutscher Zeichner                                                                                              | 57    |       |
| 21. Dezember | Hermann Venedey                          | deutscher Pädagoge und Schulleiter                                                                              | 76    |       |
| 22. Dezember | Miriam Battista                          | US-amerikanische Schauspielerin, Sängerin, Komponistin, Autorin und Fernsehmoderatorin                          | 68    |       |
| 22. Dezember | William Fenn                             | US-amerikanischer Radrennfahrer                                                                                 | 76    |       |
| 22. Dezember | Heinrich Rodenstein                      | deutscher Pädagoge und Hochschullehrer                                                                          | 78    |       |
| 22. Dezember | Karl Smeykal                             | deutscher Chemiker                                                                                              | 80    |       |
| 22. Dezember | Jorge A. Swieca                          | brasilianischer Physiker                                                                                        | 44    |       |
| 22. Dezember | Thomas Valentin                          | deutscher Schriftsteller                                                                                        | 58    |       |
| 23. Dezember | Memmo Carotenuto                         | italienischer Schauspieler                                                                                      | 72    |       |
| 23. Dezember | Peter Classen                            | deutscher Mittelalterhistoriker                                                                                 | 56    |       |
| 23. Dezember | Konstantin Gylybow                       | bulgarischer Germanist                                                                                          | 88    |       |
| 23. Dezember | Karl Hetz                                | deutscher Vizeadmiral                                                                                           | 70    |       |
| 23. Dezember | Walter Oertli                            | Schweizer Industrieller                                                                                         |       |       |
| 23. Dezember | Ambrose Reeves                           | britischer Theologe, Bischof in Südafrika                                                                       | 81    |       |
| 23. Dezember | Lesser Samuels                           | US-amerikanischer Drehbuchautor                                                                                 | 86    |       |
| 23. Dezember | Agnes Sander-Plump                       | deutsche Malerin in der Künstlerkolonie Worpswede                                                               |       |       |
| 23. Dezember | Leo Tschöll                              | österreichischer Gerechter unter den Völkern                                                                    | 87    |       |
| 23. Dezember | Alec Wilder                              | US-amerikanischer Komponist von klassischen und Jazz-Musikwerken, Balladen und Lehrmaterialien                  | 73    |       |
| 23. Dezember | Hans Wilhelm                             | deutscher Drehbuchautor                                                                                         | 76    |       |
| 24. Dezember | Walter Brand                             | sudetendeutscher Politiker (SdP)                                                                                | 73    |       |
| 24. Dezember | Karl Dönitz                              | deutscher Großadmiral und Oberbefehlshaber der deutschen Kriegsmarine im Zweiten Weltkrieg; letzter deutsche... | 89    |       |
| 24. Dezember | Heikki Liimatainen                       | finnischer Leichtathlet                                                                                         | 86    |       |
| 24. Dezember | Frank Schubert                           | deutscher Koch und Rechtsterrorist                                                                              | 23    |       |
| 24. Dezember | Paul Schwarz                             | österreichischer Sänger                                                                                         | 93    |       |
| 25. Dezember | Arthur Francis Buddington                | US-amerikanischer Petrologe                                                                                     | 90    |       |
| 25. Dezember | Olav Dalgard                             | norwegischer Regisseur, Literaturkritiker, Literaturhistoriker und Schriftsteller                               | 82    |       |
| 25. Dezember | Henri Dufaux                             | französisch-schweizerischer Luftfahrtpionier, Erfinder, Maler und Politiker                                     | 101   |       |
| 25. Dezember | Hans Eberhard Friedrich                  | deutscher Schriftsteller, Journalist und Übersetzer                                                             | 73    |       |
| 25. Dezember | Hans Griem                               | deutscher Präsident des Fernmeldetechnischen Zentralamtes in Darmstadt (1960–1963)                              | 82    |       |
| 25. Dezember | Erwin Moritz Herbert Guttmann            | deutscher Schachkomponist                                                                                       | 71    |       |
| 25. Dezember | Emilie Haspels                           | niederländische Klassische Archäologin                                                                          | 86    |       |
| 25. Dezember | Iachen Ulrich Könz                       | Schweizer Architekt, Restaurator und Autor                                                                      | 81    |       |
| 25. Dezember | Josef Krämer                             | deutscher Politiker (NSDAP), MdR                                                                                | 76    |       |
| 25. Dezember | Arthur Marder                            | US-amerikanischer Historiker                                                                                    | 70    |       |
| 25. Dezember | Louis Neefs                              | belgischer Sänger                                                                                               | 43    |       |
| 26. Dezember | Edward Ajado                             | nigerianischer Sprinter                                                                                         | 51    |       |
| 26. Dezember | Richard Trenton Chase                    | US-amerikanischer Serienmörder                                                                                  | 30    |       |
| 26. Dezember | Fritz Hesse                              | deutscher Mediziner                                                                                             | 83    |       |
| 26. Dezember | Peck Kelley                              | US-amerikanischer Musiker                                                                                       | 82    |       |
| 26. Dezember | Gertrud Kraut                            | deutsche Keramikerin, Kunsthandwerkerin und Unternehmerin                                                       | 97    |       |
| 26. Dezember | Tony Smith                               | US-amerikanischer Bildhauer                                                                                     | 68    |       |
| 26. Dezember | Fred Erich Uetrecht                      | deutscher Filmjournalist                                                                                        | 71    |       |
| 26. Dezember | Egidio Vagnozzi                          | italienischer Kardinal der römisch-katholischen Kirche                                                          | 74    |       |
| 27. Dezember | Willis Todhunter Ballard                 | US-amerikanischer Autor                                                                                         | 77    |       |
| 27. Dezember | Charles S. Dewey                         | US-amerikanischer Politiker                                                                                     | 100   |       |
| 27. Dezember | Michael Hughes-Young, 1. Baron St Helens | britischer Offizier und Politiker (Conservative Party)                                                          | 68    |       |
| 27. Dezember | Fritz Schröder-Jahn                      | deutscher Hörspielregisseur, Schauspieler und Sprecher                                                          | 72    |       |
| 27. Dezember | Hans Wegener                             | deutscher Bibliothekar                                                                                          | 84    |       |
| 28. Dezember | Leopold Breinschmid                      | österreichischer Weinbauer und Politiker, Mitglied des Bundesrates                                              | 75    |       |
| 28. Dezember | Marcel Langiller                         | französischer Fußballspieler                                                                                    | 72    |       |
| 28. Dezember | Sam Levene                               | US-amerikanischer Schauspieler                                                                                  | 75    |       |
| 28. Dezember | Rolf Lüttgens                            | deutscher Pianist des Modern Jazz                                                                               | 46    |       |
| 28. Dezember | Georg Manasse                            | deutscher Kaufmann, Unternehmer, Sozialdemokrat und Pazifist                                                    | 87    |       |
| 28. Dezember | Heinrich Meiners                         | deutscher Politiker, MdL                                                                                        | 78    |       |
| 28. Dezember | Neville Price                            | südafrikanischer Weitspringer                                                                                   | 51    |       |
| 28. Dezember | Miklós Somogyi                           | ungarischer kommunistischer Politiker, Mitglied des Parlaments                                                  | 84    |       |
| 28. Dezember | Sakurai Tokutarō                         | japanischer Offizier, Generalmajor der Kaiserlich Japanischen Armee                                             | 83    |       |
| 29. Dezember | James Gilluly                            | US-amerikanischer Geologe                                                                                       | 84    |       |
| 29. Dezember | Tim Hardin                               | US-amerikanischer Musiker                                                                                       | 39    |       |
| 29. Dezember | Luigi Lucotti                            | italienischer Radrennfahrer                                                                                     | 87    |       |
| 29. Dezember | Nadeschda Jakowlewna Mandelstam          | russische Autorin, Frau von Ossip Mandelstam                                                                    | 81    |       |
| 29. Dezember | Oskar Matzner                            | deutscher Politiker (SPD), MdB                                                                                  | 82    |       |
| 29. Dezember | Enric Rabassa                            | spanischer Fußballspieler und -trainer                                                                          | 60    |       |
| 29. Dezember | Alexandra Sneschko-Blozkaja              | sowjetische Zeichentrickfilmerin                                                                                | 71    |       |
| 29. Dezember | John Wall, Baron Wall                    | britischer Manager                                                                                              | 67    |       |
| 29. Dezember | Maria Wolf                               | deutsche Politikerin (SPD), MdL                                                                                 | 80    |       |
| 30. Dezember | Pop Buell                                | US-amerikanischer Landwirt                                                                                      | 67    |       |
| 30. Dezember | Giuseppe Carraro                         | italienischer Geistlicher und römisch-katholischer Bischof von Verona                                           | 81    |       |
| 30. Dezember | Oskar Kerson                             | estnischer Industrieller                                                                                        | 93    |       |
| 30. Dezember | Rudolf Sandalo                           | deutsch-tschechoslowakischer Architekturfotograf                                                                | 82    |       |
| 30. Dezember | Guus de Serière                          | niederländischer Fußballspieler                                                                                 | 87    |       |
| 30. Dezember | Volker von Törne                         | deutscher Lyriker und Schriftsteller                                                                            | 46    |       |
| 31. Dezember | Abdelhafid Boussouf                      | algerischer Politiker                                                                                           |       |       |
| 31. Dezember | Kenny Eaton                              | US-amerikanischer Autorennfahrer                                                                                | 64    |       |
| 31. Dezember | Karl Eberhardt                           | württembergischer Beamter, MdL                                                                                  | 96    |       |
| 31. Dezember | Youra Guller                             | französische Pianistin                                                                                          | 85    |       |
| 31. Dezember | Fernand Lemay                            | französischer Radrennfahrer                                                                                     | 86    |       |
| 31. Dezember | Marshall McLuhan                         | kanadischer Medientheoretiker                                                                                   | 69    |       |
| 31. Dezember | Maria Mönch-Tegeder                      | deutsche Dichterin                                                                                              | 77    |       |
| 31. Dezember | Max Schneider                            | deutscher Maler und Grafiker                                                                                    | 77    |       |
| 31. Dezember | Raoul Walsh                              | US-amerikanischer Filmregisseur und Schauspieler                                                                | 93    |       |
| 31. Dezember | Robert Pete Williams                     | US-amerikanischer Bluessänger und -gitarrist                                                                    | 66    |       |
| Dezember     | Hasan Ceylan                             | türkischer Schauspieler                                                                                         | 58    |       |
| Dezember     | Clayton Dills                            | US-amerikanischer Politiker                                                                                     | 72    |       |
| Dezember     | Max Friedland                            | deutscher Filmfirmenmanager                                                                                     | 88    |       |
| Dezember     | Placide Morency                          | kanadischer Sänger                                                                                              | 93    |       |
| Dezember     | Konrad Erwin Pakendorf                   | südafrikanischer Diplomat                                                                                       | 70    |       |